# Holmgrenia acuminata
Holmgrenia acuminata là một loài Rêu trong họ Entodontaceae. Loài này được (Bryhn) Grout mô tả khoa học đầu tiên năm 1932.